# Хазенбос, Лендерт
Лендерт Хаcенбос (в старой орфографии Хазенбос, нидерл. Leendert Hasenbosch, ок. 1695 — кон. 1725) — голландец, сотрудник Голландской Ост-Индской компании, оставленный на берегу необитаемого острова Вознесения в южной части Атлантического океана в качестве наказания за мужеложство. Он вел дневник до момента его предполагаемой смерти.

## Ранняя жизнь
Лендерт Хазенбос, вероятно, родился в Гааге в 1695 году. Примерно в 1709 г. его отец, вдовец, переехал c тремя дочерьми в Батавию в Голландской Ост-Индии (современная Индонезия), а Лендерт остался в Голландии. 17 января 1714 г. Хазенбос стал солдатом в Голландской Ост-Индской компании, (далее ОИК) и сел на флейт «Корсслот» в Энкхёйзене, направляющийся в Батавию, где и служил около года. С 1715 по 1720 гг. он служил в Коччи, тогдашнем голландском владении. В 1720 г. он вернулся в Батавию и дослужился до ефрейтора. Позже он стал военным писарем, ответственным за мелкую бухгалтерию. В 1724 г. он занял позицию корабельного счетовода на корабле ОИК. 17 апреля 1725 г. Хазенбос был признан виновным в содомии после вынужденной остановки корабля в Кейптауне. 5 мая 1725 г. он был оставлен на берегу острова Вознесения в качестве наказания.

## Жизнь изгнанника
Во время своего изгнаничества Хазенбос вёл дневник. Его оставили с палаткой, месячным запасом воды, некоторыми семенами, инструментами, молитвенниками, одеждой и письменными принадлежностями. Он искал на этом пустынном острове воду. Не найдя её, ему пришлось пить кровь из зелёных черепах и морских птиц, а также собственную мочу. Вероятнее всего, он умер от жажды через шесть месяцев.
Остров Вознесения имеет два источника пресной воды: обильный в глубине острова (это место сейчас называется Breakneck Valley) и гораздо более скудный под названием Капёж Дампира. Один из этих двух источников позволил прожить в течение двух месяцев, начиная с февраля 1701 г., примерно шестидесяти пострадавшим при крушении судна HMS Roebuck.

## Легенда
В январе 1726 г. британские моряки обнаружили палатку и вещи Хазенбоса, в том числе дневник на голландском языке. Англичане пришли к выводу, что некоего голландца оставили на острове в качестве наказания за содомию. Они не нашли скелета, но были вполне уверены, что он умер от жажды. Дневник был доставлен в Британию.
В 1726 г. дневник был впервые опубликован под названием «Наказанная содомия» (Sodomy Punish’d). В 1728 г. была опубликована другая версия, «Истинное повествование» (An Authentick Relation). В версии 1726 г. его имя упоминается с ошибками, как Leondert Hussenlosch, в версии 1728 г. утверждается, что его имя неизвестно. Сравнительное качество обоих переводов неопределимо, поскольку оригинал дневника был утерян. Кроме описания отчаянных поисков воды и горючего, несколько записей упоминают акт содомии. Несколько записей могут быть интерпретированы как угрызения совести, в том числе явления демонов и бывших друзей и знакомых. В 1730 г. был опубликован ещё один вариант под названием «Пример истинного Божественного мщения» (The Just Vengeance of Heaven Exemplify’d). Эта версия содержит большое количество дополнительных антисодомских пассажей и множество дополнительных демонов, мучающих мужеложца. Издатель также писал, что вместе с дневником был найден его скелет, чего на самом деле не было.
В 1976 г. американский писатель Питер Агнос опубликовал «The Queer Dutchman», расширенную и беллетризованную версию книги 1730 г. Кроме того, Агнос выдумал личностей XVIII века (герой книги, его любовник, капитан и т. д.) и голландские документы того времени.
Многие авторы, пишущие о содомии, острове Вознесения или оставшихся на берегу людях, читали версию 1730 или 1976 гг., и включали отрывки из них в собственные публикации, не понимая, что цитируют фэйковую историю.
В 2002 г. в была (посмертно) опубликована книга 'Een Hollandse Robinson Crusoë', написанная голландским историком Михилом Колбергеном (1953—2002) после многих лет исследований голландских и британских архивов. Колберген смог идентифицировать изгнанника как Leendert’а Hasenbosch’а. Колберген знал обо всех английских версиях, кроме 1726 г. В его книге содержатся также соответствующие выписки из журналов двух британских кораблей, чьи экипажи нашли дневник в январе 1726 г.
В 2006 г. вся история (при поддержке семьи Колбергена и издателя) была опубликована Алексом Ритсемой в книге «A Dutch Castaway on Ascension Island in 1725»; второе, переработанное, издание было напечатано в 2010 г.